# Нагрудный знак минных тральщиков
Нагрудный знак для экипажей минных тральщиков и охотников за подводными лодками (нем. Kriegsabzeichen für Minensuch-, U-Boot-Jagd- und Sicherungsverbände) — немецкая награда в виде нагрудного знака, которой награждались матросы и офицеры морских войск Кригсмарине, несших службу на минных тральщиках и охотниках за подводными лодками.

## Условия награждения
- За участие в не менее чем трех вылазках.
- За ранение, полученное в ходе очередной вылазки.
- За успешное выполнение по крайней мере одной операции.
- За спасение с корабля, потопленного в ходе сражения.
- За примерную службу в течение 180 дней.
- За несение службы на заминированных территориях.
- За выполнение функций кораблей сопровождения в течение 25 дней.

## Дизайн
Нагрудный знак представляет собой венок из дубовых листьев с вплетенной в него лентой, изображён взрыв подводной мины. В верхней части венка имеется нацистская эмблема— орел, сжимающий в когтях свастику.
Был разработан единственный вариант этого нагрудного знака. Существовала также версия этой награды, инкрустированная 9-ю бриллиантами, однако случаи её вручения были чрезвычайно редки. Некоторые знаки выполнялись в виде нашивок на темно-синюю форму.

## Правила ношения
Нагрудный знак носился с левой стороны сразу под Железным крестом 1-го класса или аналогичной ему наградой.